# Bed (bài hát của Nicki Minaj)
"Bed" là một bài hát của nữ rapper người Mỹ Nicki Minaj nằm trong album phòng thu thứ tư sắp tới của cô, Queen (2018). Đĩa đơn được phát hành vào ngày 14 tháng 6 năm 2018 thông qua các hãng đĩa Young Money Entertainment và Cash Money Records với vai trò là đĩa đơn thứ hai trích từ album sau đĩa đơn "Chun-Li". Bài hát do Supa Dups, Beats Bailey, Messy và Ben Billions, với sự góp giọng của nữ ca sĩ người Mỹ Ariana Grande. Bài hát do Supa Dups, Beats Bailey, Messy và Ben Billions sản xuất, với sự góp giọng của nữ ca sĩ người Mỹ Ariana Grande. Nó đánh dấu sản phẩm hợp tác thứ tư của hai nữ nghệ sĩ. Về phương diện thương mại, bài hát đạt vị trí cao nhất là 43 trên bảng xếp hạng Billboard Hot 100 của Mỹ, vươn lên top 20 ở các nước Úc, Bỉ, Scotland và Liên hiệp Anh.

## Bối cảnh và phát hành
Sau lần hợp tác trong "Bang Bang" và "Get On Your Knees" vào năm 2014, Ariana Grande sau đó ra mắt đĩa đơn "Side to Side" hợp tác với Nicki Minaj với vai trò là đĩa đơn thứ ba trích từ album phòng thu Dangerous Woman (2016) của Grande. Bài hát đạt vị trí thứ tư trên bảng xếp hạng Billboard Hot 100 của Mỹ, trở thành đĩa đơn đầu tiên nằm trong album thuộc top 5 trên bảng xếp hạng. Tháng 5 năm 2018, Grande tiết lộ qua Twitter rằng Minaj đã gọi điện cho cô từ lúc sáng sớm và bảo cô đến phòng thu để thu âm bài hát hợp tác tiếp theo của họ. Vào ngày 4 tháng 6, Grande trả lời một người theo dõi trên Twitter cho rằng sẽ có nhiều hơn một lần hợp tác giữa cô và Minaj được phát hành trong năm 2018 này. Vào ngày 11 tháng 6 năm 2018, Minaj chính thức công bố "Bed" là đĩa đơn thứ hai nằm trong album phòng thu thứ tư sắp tới của cô, Queen (2018). Đĩa đơn phát hành vào ngày 14 tháng 6 ở định dạng tải kĩ thuật số, cùng thời điểm người hâm mộ có thể đặt trước album. Bìa đĩa đơn mang hơi hướng mờ ảo lấy cảm hứng từ Instagram, thể hiện hình ảnh của Minaj và Grande tạo dáng trong một cái hồ bơi.

## Sáng tác và lời bài hát
"Bed" do Minaj cùng với nam rapper người Mỹ LunchMoney Lewis, Mescon David Asher, nhà sản xuất thu âm người Jamaica Supa Dups, Beats Bailey và Ben Diehl viết lời, và do Supa Dups, Bailey và Diehl cùng với nhà sản xuất âm nhạc Messy sản xuất. Bài hát có thời lượng 3 phút và 9 giây. Bài hát là một bản pop ballad đầy cảm hứng từ thể loại nhạc downtempo. Bài hát đề cập đến các nội dung như album phòng thu năm 2008 Tha Carter III của nam rapper Lil Wayne và nam ca sĩ người Anh Zayn Malik, người mà nữ rapper 35 tuổi sẽ cùng hợp tác trong một bài hát sắp phát hành.
== Video âm nhạc == bắt mắt và cuốn hút người xem 

## Đội ngũ thực hiện
Thành phần sản xuất đĩa đơn được điều chỉnh từ Tidal.
- Nicki Minaj – hát chính
- Ariana Grande – hát phụ
- Supa Dups – sản xuất
- Beats Bailey – sản xuất
- Messy – sản xuất, đồng sản xuất
- Ben Billions – sản xuất
- John Hanes – trợ lý phối khí
- Nick Valentin – trợ lý kỹ sư thu âm
- William Knauft – trợ lý kỹ sư thu âm
- Serban Ghenea – phối khí
- Aubry "Big Juice" Delaine – kỹ sư thu âm

## Xếp hạng
| Bảng xếp hạng (2018)                            | Vị trí cao nhất |
| ----------------------------------------------- | --------------- |
| Úc (ARIA)                                       | 17              |
| Bỉ (Ultratip Flanders)                          | 29              |
| Bỉ (Ultratip Wallonia)                          | 32              |
| Canada (Canadian Hot 100)                       | 30              |
| Cộng hòa Séc (Singles Digitál Top 100)          | 30              |
| Pháp (SNEP)                                     | 56              |
| Trường songid là BẮT BUỘC CHO BẢNG XẾP HẠNG ĐỨC | 52              |
| Ireland (IRMA)                                  | 30              |
| Ý (FIMI)                                        | 91              |
| Hà Lan (Single Top 100)                         | 64              |
| New Zealand (Recorded Music NZ)                 | 26              |
| Na Uy (VG-lista)                                | 39              |
| Scotland (OCC)                                  | 19              |
| Slovakia (Singles Digitál Top 100)              | 25              |
| Thụy Điển (Sverigetopplistan)                   | 44              |
| Thụy Sĩ (Schweizer Hitparade)                   | 39              |
| Anh Quốc (OCC)                                  | 20              |
| Hoa Kỳ Billboard Hot 100                        | 43              |
| Hoa Kỳ Hot R&B/Hip-Hop Songs (Billboard)        | 23              |
| Hoa Kỳ Rhythmic (Billboard)                     | 39              |

## Lịch sử phát hành
| Khu vực | Ngày                | Định dạng                    | Hãng đĩa               | Tk.    |
| ------- | ------------------- | ---------------------------- | ---------------------- | ------ |
| Nhiều   | 14 tháng 6 năm 2018 | Tải kĩ thuật số streaming    | Young Money Cash Money | [ 6 ]  |
| Hoa Kỳ  | 19 tháng 6 năm 2018 | Đài phát thanh hit đương đại | Young Money Cash Money | [ 27 ] |
| Hoa Kỳ  | 19 tháng 6 năm 2018 | Rhythmic contemporary        | Young Money Cash Money | [ 28 ] |
| Ý       | 29 tháng 6 năm 2018 | Phát thanh hit đương đại     | Universal              | [ 29 ] |